# Aroa
Aroa é uma cidade venezuelana, capital do município de Bolívar (Yaracuy).